# Murczyn
Murczyn es una aldea en el distrito administrativo de Żnin, en el distrito del mismo nombre, Voivodato de Cuyavia y Pomerania, en el norte de Polonia. Se encuentra a unos 6 kilómetros (4 millas) al este de la ciudad de Żnin, y a 32 kilómetros (20 millas) al suroeste de Bydgoszcz.